# Stazione di Toringo-Parezzana
La stazione di Toringo-Parezzana era una stazione ferroviaria posta sulla ferrovia Lucca-Pontedera in località Parezzana nel comune di Capannori, operativa dal 1928 al 1944 e dismessa dal 1958.

## Storia
La costruzione della stazione avvenne di pari passo alla costruzione della linea, iniziata il 15 maggio 1922 a cura della ditta Parisi monitorata dall'azienda autonoma delle Ferrovie dello Stato. Nella prima metà del 1928 risultava essere nella fase finale della costruzione, con la ditta impegnata a mettere in opera l'armamento e a terminare gli impianti annessi alle stazioni sulla linea. L'inaugurazione avvenne più tardi nello stesso anno, il giorno 28 ottobre, sotto l'esercizio delle FS; la stazione era abilitata al servizio viaggiatori e bagagli, al servizio merci a grande e piccola velocità limitate a piccole partite da 500 kg con colli da 50 kg l'uno.
A partire dal 15 maggio 1929 il servizio merci venne esteso e venne abilitata al completo servizio interno e cumulativo insieme alle stazioni di Buti-Cascine e Vicopisano-Bientina.
Nel 1944 la linea subì pesantissimi danni dovuti prima ai bombardamenti alleati e dai tedeschi in fuga dopo causando l'interruzione della linea e la distruzione di numerose opere d'arte quali, degno di nota, il ponte sul fiume Arno. Il tratto di linea tra Toringo e Pieve di Compito venne utilizzato per lo spostamento del cannone ferroviario tedesco Lange Bruno detto "cannonissimo" da 280 mm utilizzato per i bombardamenti al porto di Livorno. Il cannone veniva orientato tramite una piattaforma girevole posta all'interno del piazzale dell'impianto; nel giugno del 1944 il cannone venne localizzato dai caccia alleati e mitragliato mentre transitava in fuga per la stazione insieme al convoglio in cui era in composizione (composto dal locomotore e due carri per le munizioni). A causa degli eventi bellici e la chiusura della linea la stazione rimase effettivamente senza traffico.
Dopo 14 anni, a causa del disinteresse dovuto alla crescente evoluzione del trasporto su gomma, venne decretata la soppressione dell'intera linea che avvenne il 21 febbraio 1958, ormai considerata "ramo secco".

## Strutture e impianti

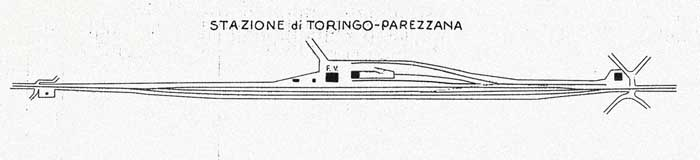
Planimetria della stazione

La stazione, posta a 13 metri sul livello del mare, era composta di un fabbricato viaggiatori a due piani a 3 assi, riadibito a bar, dei servizi igienici, di una lampisteria e di fabbricato per ricovero manovali. Disponeva di uno scalo merci con magazzino, piano caricatore e tronchino di accosto, due binari di carico diretto di lunghezza complessiva di 250 m di cui uno di testa al piano di carico e scarico, una gru da 6 tonnellate, la sagoma limite di carico e un ponte a bilico da 40 tonnellate.
Possedeva tre binari di cui uno di corretto tracciato per la linea e due di incrocio di 577 e 525 metri, tutti serviti da banchine lunghe 150 metri; l'impianto era protetto da segnalamento semaforico di 1ª categoria da entrambi i lati Lucca e Pontedera.
La stazione era presenziata da Dirigente Movimento in collegamento col Dirigente Unico della linea che aveva sede a Lucca.

## Movimento
All'inaugurazione la stazione era abilitata ai servizi viaggiatori e bagagli e merci interno e cumulativo a grande e piccola velocità. Nell'inverno del 1929 era servita da 3 coppie di treni (2 accelerati e un misto).
Sempre nel 1929 la stazione risultava essere frequentata da un numero molto esiguo di persone, principalmente per il fatto che la linea era attiva da un anno, solamente 822 in totale di cui 3 in prima classe sui treni, 78 in seconda classe e 741 in terza classe con un totale di 15.236 lire in entrata. Nell'anno successivo al contrario il traffico crebbe notevolmente con 2.846 persone in totale di cui 17 in seconda classe e 2.829 in terza classe con un totale di 8.227 lire risultanti.
Per quanto riguarda il traffico merci nel 1929 si registravano 692 tonnellate di merce totale spedita dall'impianto – di cui 675 a carro completo e solo 17 in collettame – e 217 tonnellate di merce in arrivo – di cui 206 a carro completo e 11 in collettame. L'anno successivo vide un sostanziale calo della merce spedita, con 343 tonnellate totali – di cui 330 a carro completo e 13 in collettame – e un aumento della merce in arrivo, 603 tonnellate – di cui 576 a carro completo e 27 in collettame; risultavano spediti 47 capi di bestiame.
Nell'inverno del 1932 vennero aggiunte due ulteriori coppie di treni accelerati e altre due vennero aggiunte nell'orario estivo del 1939 arrivando al massimo di 7 coppie giornaliere. Agli inizi degli anni '40 i treni sulla linea ritornarono ad essere tre coppie a causa del conflitto mondiale fino al 1943; gli orari per gli anni successivi fino al 1958 risultavano vuoti.

## Servizi
La stazione disponeva di:
- Biglietteria a sportello
- Sala d'attesa
- Servizi igienici